# آيتون، أونتاريو
أيتون مجتمع في بلدية ويست جراي، مقاطعة جراي، أونتاريو، كندا. كانت في السابق مقر الحكومة المحلية لبلدة نورمانبي المنحلة، وهي قرية ريفية على ضفاف نهر ساوث سوجين ومركز منطقة زراعية مزدهرة. تقع على تقاطع طريق شارع جراي 3 وشارع جراي 9، وتقع أيتون جغرافيًا جنوب Hanover، جنوب غرب Durham، وهي مجاورة لـ Neustadt.
على الرغم من أن أيتون مجتمع زراعي في الغالب، إلا أنه يحتوي على ساحة (حلبة للتزلج على الجليد) وقاعة مجتمعية وقاعة ترفيه ومدرسة ابتدائية (مدرسة نورمانبي المجتمعية) ومنافذ LCBO في متجر Granny's General store (ATM) والكنيسة اللوثرية و ELCIC والكنيسة الكاثوليكية الرومانية والعديد من شركات أخرى. المطحنة القديمة التي تعمل بالطاقة المائية، في قلب المدينة، لديها مهنة جديدة في إنتاج الطاقة المائية للشبكة بدلاً من الطحن للمزارع. آيتون هي موطن فيشر للدواجن، دوم كونستركشن، جرمانيا للتأمين المتبادل، تريكسي صالون، ويبلر فارم ماشينري ليمتد لإصلاح معدات المزارع والبناء القديمة ومبيعات معدات جديدة أصغر، وفلينجرز للأغذية العضوية مع 100 فدان من البساتين ومتجر مع مجموعة مختارة من الأطعمة الصحية، وبعض الصناعات الرئيسية في ويست جراي. كما تشتهر بالتخييم في اثنين من المعسكرات المحلية (ريفيربليس وسايلنت فالي). يمكن العثور على بعض المزارع العضوية الصغيرة وبعض مزارع الهوايات. تنبع الثقافة في الغالب من المستوطنين الجرمانيين والأيرلنديين، ولكن أيضًا من بعض الهولنديين في الخمسينيات والسويسريين والفلبينيين 1990-2000.
يأخذ المجتمع اسمه من آيتون على الحدود الاسكتلندية.

## الروابط الخارجية
- مجتمعات مقاطعة جراي: أيتون
- بلدة ويست جراي